# (31894) 2000 FD44
2000 FD44 (asteroide 31894) é um asteroide da cintura principal. Possui uma excentricidade de 0.21654270 e uma inclinação de 5.98138º.
Este asteroide foi descoberto no dia 29 de março de 2000 por LINEAR em Socorro.